# Batteria elettronica
La batteria elettronica è uno strumento musicale elettronico, suonato da un batterista. La disposizione dei pad (tamburi muti) che sostituiscono tamburi e piatti replica, solitamente, quella di una batteria acustica.
In origine la batteria elettronica è stata perlopiù utilizzata nella musica elettronica. I modelli più recenti offrono tuttavia all'esecutore una risposta fisica vicina a quella dello strumento acustico e un'ottima qualità sonora, quindi non è raro l'utilizzo in ambiti più tradizionali.

## Cos'è la batteria elettronica
La batteria elettronica è uno strumento musicale a percussione moderno che ha rivoluzionato il mondo della musica contemporanea. A differenza della tradizionale batteria acustica, la batteria elettronica utilizza la tecnologia per generare suoni percussivi.
La batteria elettronica è uno strumento musicale progettato per riprodurre i suoni di una batteria acustica attraverso campionamenti e sintesi sonora. Questo strumento è composto da una serie di pad sensibili al tocco, ciascuno dei quali rappresenta un componente della batteria tradizionale, come la cassa, il rullante, i tom e i piatti. Un'unità centrale, chiamata centralina o modulo sonoro, controlla la generazione dei suoni e permette ai musicisti di personalizzare i timbri e le configurazioni secondo le proprie preferenze.

## Differenze tra batteria acustica ed elettronica
La principale differenza tra una batteria elettronica e una batteria acustica è il metodo di generazione del suono. Mentre la batteria acustica produce suoni attraverso il contatto fisico tra le bacchette e le membrane, la batteria elettronica utilizza sensori di pressione (trigger) per rilevare il tocco sui pad e genera suoni elettronicamente. Questo rende la batteria elettronica più silenziosa e facilmente controllabile dal punto di vista del volume, oltre a offrire una vasta gamma di suoni personalizzabili.

## Vantaggi e svantaggi della batteria elettronica
I vantaggi della batteria elettronica includono la versatilità, la capacità di suonare a volume ridotto, la registrazione facilitata e la possibilità di sperimentare con una vasta gamma di suoni. Tuttavia, alcuni musicisti preferiscono ancora la batteria acustica per la sua sensazione tattile e il suono naturale. Inoltre, la batteria elettronica richiede una conoscenza tecnica aggiuntiva per sfruttarne appieno il potenziale.
I sensori sono infatti collegati ad un modulo sonoro, ossia una centralina elettronica che svolge diversi compiti, ovvero:
- Ricevere i segnali e distinguerli in modo accurato. Un modulo sonoro di qualità deve distinguere i diversi componenti dello strumento, come tamburi e piatti, ma deve anche differenziare i segnali in base al punto esatto che viene colpito e alla dinamica. Questo compito risulta più accurato se ogni pad è dotato di più sensori.
- Assegnare un suono a ciascun segnale da riprodurre. I moduli sono solitamente preimpostati con set di suoni predefiniti, associati ai vari pad. In questo modo il musicista può fin da subito spaziare tra kit di batterie e percussioni settati dalla fabbrica. In alternativa l'utente può modificare tali impostazioni scegliendo quale suono associare ad ogni pad.
- Gestire volumi, sensibilità dei segnali, effetti e tutte le altre impostazioni sonore a disposizione del batterista.
- Produrre uno o più segnali audio in uscita tramite i connettori per cuffia, impianto audio ecc.

## Com'è fatta la batteria elettronica
Una batteria elettronica è composta da vari elementi, tra cui la centralina (modulo sonoro), un rack o supporto che tiene i pad in posizione, pad sensibili al tocco per cassa, rullante, tom e piatti, pedali per il controllo del charleston e del rullante, oltre a un set di cavi per collegare tutti i componenti.
Qual è il ruolo di ciascun componente?
- La centralina, come detto precedentemente, ha il compito di gestire i segnali dei trigger, elaborarli e produrre un segnale audio in uscita. Oltre a ciò gestisce volumi, effetti ed altre impostazioni.
- Il rack sostiene l'intero strumento e sostituisce le comuni aste, molto utilizzate negli strumenti acustici. I rack possono essere più o meno robusti e stabili a seconda del livello di qualità complessivo dello strumento.
- I pad sostituiscono i comuni tamburi e piatti della batteria. Un tempo i pad per tamburo erano oggetti piuttosto sottili, fatti prevalentemente di plastica e gomma. Con l'evoluzione del settore il concetto di pad si è sviluppato diventando oggi un vero e proprio fusto, del tutto simile a quello tradizionale di legno, ma dotato di trigger e pelli mesh (texture sintetica più silenziosa). Il risultato è che oggi le batterie elettroniche, specie quelle costose, assomigliano di gran lunga di più ai modelli acustici.
- I cavi, che collegano i pad al modulo sonoro.
- I pedali, che consentono di suonare la cassa e il pad hi-hat.

## Prezzi medi
I prezzi delle batterie elettroniche variano notevolmente a seconda del marchio, delle funzionalità e della qualità. Le batterie elettroniche di base possono costare qualche centinaio di euro, mentre modelli più avanzati con funzionalità aggiuntive possono superare i mille euro o anche di più. Il costo può essere influenzato anche dalla marca e dalle dimensioni del kit.
Oggi esistono varie tipologie di batterie elettroniche e ciascuna ha una fascia di prezzo diversa. Si va dai 150-300 euro dei modelli compatti per principianti, ai 1000-1500 euro degli strumenti di fascia media, per arrivare ad oltre 3000 o 4000 euro per i top di gamma dei marchi più famosi come Efnote, Roland e Yamaha.

## Utilizzi e pareri dei musicisti
La batteria elettronica è ampiamente utilizzata in vari contesti musicali, inclusi studi di registrazione, performance live e situazioni in cui è necessario un controllo preciso del volume. Molti musicisti apprezzano la versatilità delle batterie elettroniche e la possibilità di creare suoni unici. Tuttavia, alcuni batteristi puristi preferiscono ancora la batteria acustica per la sua autenticità e la risposta fisica dei tamburi e dei piatti.
la batteria elettronica è diventata un elemento essenziale nella scena musicale contemporanea, offrendo una vasta gamma di possibilità creative. La sua struttura, i prezzi accessibili e i vantaggi tecnologici la rendono una scelta attraente per molti musicisti moderni, sebbene la preferenza personale continui a influenzare la scelta tra batteria elettronica e batteria acustica.
sicuramente per i principianti che vogliono iniziare, senza però creare problemi al vicinato, la variante elettronica è una buona soluzione.

## Storia della batteria elettronica
La storia della batteria elettronica risale agli anni '60, quando la tecnologia elettronica stava iniziando a fare grandi passi avanti. Le prime incarnazioni della batteria elettronica erano rudimentali, ma hanno gettato le basi per lo sviluppo futuro di questo strumento rivoluzionario.

## Le origini
Nei primi anni ottanta costruttori come Yamaha, Simmons, Roland ed altri hanno cominciato a produrre batterie costituite da pad in gomma, contenenti sensori elettronici (trigger) che, quando colpiti, inviano un impulso ad un processore elettronico, chiamato modulo sonoro. Quest'ultimo, mediante un sintetizzatore, riproduce il suono campionato degli strumenti a percussione che diventa udibile tramite un amplificatore acustico o le cuffie.
Nonostante la diffusione su larga scala sia da attribuire alle sopracitate compagnie, le percussioni elettroniche furono inventate da Wolfgang Flür durante i primi anni settanta, quand'egli era appena entrato a far parte dei Kraftwerk.
Le origini della batteria elettronica possono essere fatte risalire al lavoro pionieristico di inventori elettronici come Graeme Edge dei Moody Blues, che collaborò con il tecnico Brian Groves per creare il "Drumulator" nel 1972. Questo fu uno dei primi dispositivi elettronici progettati per emulare i suoni di una batteria. Tuttavia, il Drumulator era limitato nei suoni e nella versatilità.

## Primi modelli
Negli anni '70 e '80, aziende come Simmons e Roland introdussero i primi veri kit di batteria elettronica. Il Simmons SDS-V, ad esempio, fu uno dei primi modelli commercializzati con successo e divenne popolare tra i batteristi di musica elettronica e pop. Questi kit pionieristici presentavano pad sensibili al tocco e una gamma di suoni campionati, consentendo ai batteristi di sperimentare con nuovi timbri elettronici.

## Evoluzione
Con il passare degli anni, la tecnologia delle batterie elettroniche ha fatto progressi significativi. I suoni campionati sono diventati sempre più realistici e le centraline hanno acquisito funzionalità avanzate per la personalizzazione dei suoni. Inoltre, l'integrazione con software musicale e dispositivi MIDI ha aperto nuove possibilità creative per i batteristi.
Negli anni '90 e nel nuovo millennio, aziende come Yamaha, Alesis, e Roland hanno prodotto kit di batteria elettronica di alta qualità con suoni incredibilmente realistici e funzionalità avanzate. Oggi, le batterie elettroniche sono utilizzate in una vasta gamma di generi musicali, dalla musica pop e rock all'hip-hop, alla musica elettronica e al jazz. La continua evoluzione della tecnologia garantisce che le batterie elettroniche continueranno a essere uno strumento vitale per i batteristi moderni.
In sintesi, la batteria elettronica ha una storia affascinante che inizia con gli esperimenti degli anni '60 e si sviluppa in una vasta gamma di modelli sofisticati e versatili nel corso dei decenni successivi. La sua evoluzione tecnologica ha reso possibile la creazione di suoni percussivi incredibilmente realistici e ha ampliato le possibilità creative dei batteristi di tutto il mondo.